# Carlow
Carlow (Ceatharlach en irlandès) és una ciutat d'Irlanda, capital del comtat de Carlow, a la província de Leinster.

## Etimologia
El nom Carlow és l'anglesització del nom irlandès Ceatharlach. Històricament fou anglesitzat com a Caherlagh, Caterlagh i Catherlagh,(Survey 1654), més propers a la pronunciació irlandesa. Segonslogainm.ie la primera part deriva de l'irlandès antic cethrae ("animals, ramat"), que està relacionat amb ceathar ("quatre") i voldria dir "quatre potes". La segona part és la terminació -lach.
Altres com Deirdre Flanagan creuen que el nom podria ser Ceatharloch ("quatre llacs"), de ceathar que vol dir "quatre" i loch que vol dir "llac".

## Història
La vila fou fundada el 1180 per William Marshal, comte de Pembroke i rei de Leinster a fi de fortificar un pas frequentat pel riu Barrow. Hi farà construir un castell.
El monestir de Saint Mullins potser va ser-hi construït en el segle VII.
En el segle xiv es van construir nombrosos castells a la vila: Ballyloughan Castle, Ballymoon Castle, Leighlinbridge Castle i Tower House. El 1793 s'hi fundà el College St Patrick. El 1798 s'hi va produir la batalla de Carlow, en la que en atac dels Irlandesos Units foren massacrats 600 rebels i civils per les tropes britàniques.
La vila és la seu de la diòcesi de Kildare i Leighlin i la famosa catedral de Carlow (1826-1833) d'estil neogòtic. El primer bisbe fou Mossèn Doyle, defensor de l'emancipació dels catòlics de la corona anglesa.

## Fills il·lustres
- Charles Haughton (1821-1897), matemàtic, geòleg i metge.

## Agermanaments
- Tempe (Arizona)
- Dole (Jura)